# Bydgoskie Towarzystwo Wioślarskie

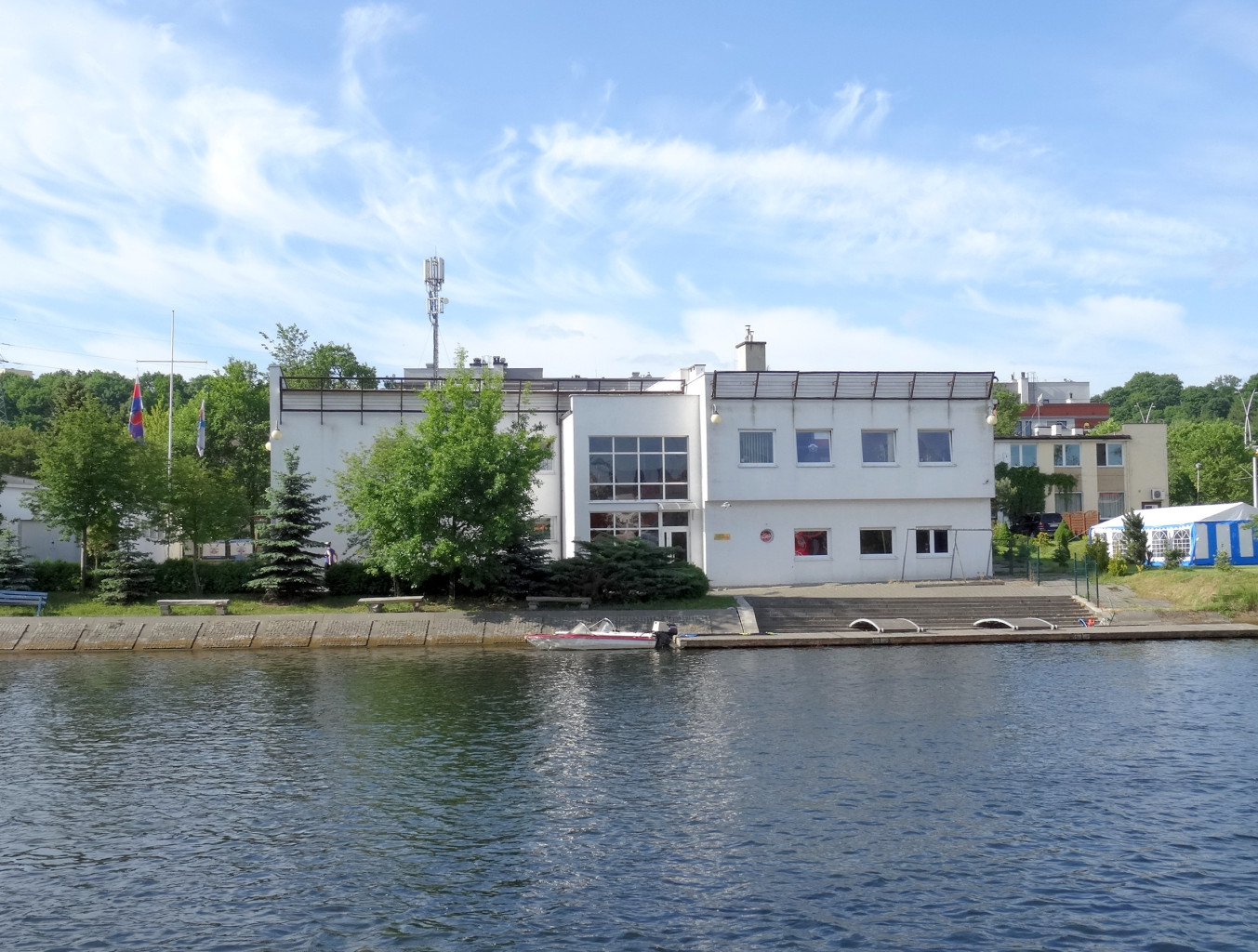
Das Bootshaus der BTW an der Brahe, einem Nebenfluss der Weichsel.

Bydgoskie Towarzystwo Wioślarskie (kurz BTW, zu deutsch Bromberger Rudergesellschaft) ist ein polnischer Ruderverein aus der Stadt Bydgoszcz. Seine Gründung erfolgte 1920 als Tryton Bydgoszcz.

## Erfolge
Für die BTW sind in der Vergangenheit mehrfach Athleten bei der olympischen Ruderregatta gestartet. Leon Birkholc und Franciszek Bronikowski gewannen im Vierer mit Steuermann Bronze bei den Olympischen Spielen von Amsterdam 1928. In zahlreichen Jahren starteten weitere Ruderer des Rudervereins bei Ruder-Weltmeisterschaften und Ruder-Europameisterschaften.
In Polen konnten Ruderer der BTW zahlreiche nationale Meisterschaften gewinnen. Der Ruderverein konnte in den Jahren 1927, 1937, 1938, 1946, 1947, 1948 und 1950 insgesamt sieben Mal die polnische Vereins-Meisterschaft im Rudern gewinnen. Dabei wird mit einem Punktesystem der beste Ruderverein bei einer Reihe von Meisterschaftsregatten und Ergometerwettkämpfen im Laufe eines Kalenderjahres bestimmt.
Die BTW ist neben Bydgostia Bydgoszcz einer von zwei im Leistungssport aktiven Rudervereine der Stadt.